# Shmouel Schneerson
Le rabbin Shmouel Schneerson (connu sous le nom de « Rabbi Maharash » ; 2 Iyar 5594 - 13 Tichri 5643 ; 17 mars 1834 - 14 septembre 1882) était un rabbi hassidique, quatrième rabbi de la dynastie Habad-Loubavitch. Après la mort de son père, le rabbin Menahem Mendel Schneerson en 5626 (1866), qui a divisé le mouvement Habad, il succède à son père dans la ville de Lioubavitchi.

## Éléments biographiques
Rabbi Shmouel Schneerson naît dans la ville de Lioubavitchi en Russie. Son père était le Rabbi Menahem Mendel Schneerson (Tsema'h Tzedek), le troisième Rabbi de Habad, et sa mère, Haya Mouchka, la fille de Rabbi Dober Shneuri, le deuxième Rebbe de Habad. Dans sa jeunesse, il apprend auprès de son père. 
Durant le mois de Sivan 5607, il épouse sa nièce Starna  - fille de Rabbi Haïm Shneur Zalman. Elle tombe malade au cours de la semaine suivant le mariage. (Sheva Brakhot) Au bout de trois mois, celle-ci décède. Après deux ans en 5609 - 1849, il épouse sa cousine, Rebecca, la petite - fille de Rabbi Dovber Shneuri. 
Depuis sa jeunesse, sa santé étant mauvaise, il effectuait, selon les recommandations des médecins, un travail physique, en particulier en menuiserie et en calligraphie hébraïque.  
A l'approche de sa mort son père lui ordonne de recevoir les Hassidim et de réciter des discours hassidiques devant eux. Son père décède le 13 Nissan 5626 - 29 mars 1866, et il a été nommé Rabbi à sa place, bien qu'il soit le plus jeune des garçons . Certains de ses frères déménagent ailleurs, installant leurs propres cours hassidiques comme la dynastie Kapoust, une autre branche de la Hassidout Habad. 
Le Rabbi a beaucoup travaillé pendant son temps pour établir des colonies juives dans toute la Russie, et s'est même rendu dans la capitale, Saint-Pétersbourg, pour obtenir des autorités une amélioration de la condition des Juifs dans l'Empire russe. Il a également beaucoup voyagé à travers l'Europe pour de nombreuses affaires publiques. Il travaille dur pour mettre fin aux pogroms qui ont eu lieu en Russie en 5641 (1881). 
C'était un homme riche lui-même. Le rabbi souffrait beaucoup et était atteint d'un cancer. Il est mort à l'âge de 48 ans, le 13 Tichri 5643 - 26 septembre 1882, après des semaines de maladie en phase terminale. Il est inhumé au cimetière Loubavitch près de son père le Tzemach Tzedek. Le Rabbi Shalom Dober Schneerson, son fils reçoit alors la direction du mouvement.

## Œuvres
- Sefer Hamaamarim - Torat Shmouel, série d'environ vingt-cinq livres de Discours Hassidique classés par ordre chronologique.
- Igrot Kodesh, correspondances en un volume.
- Drouchei 'Hatounah.

## Descendance
- Abraham Sander. Décédé à l'âge de 8 ans.
- Rabbi Schneur Zalman Aharon (« Le Raza »). Son cousin, le rabbin Israël Noach Schneerson de Niezin
- Le rabbin Shalom Dover Schneerson.
- Deborah Leah épouse du Rav Moshe Aryeh Leib Ginsburg
- Chaya Muska l'épouse de Rav Moshe Hornstein
- Rabbi Menahem Mendel, gendre de Rabbi Akiva Kornitzer de Cracovie petit - fils du « Chatam Sofer ».